# Міжзоряний лід
Міжзоряний лід складається із зерен летючих речовин, що перебувають у фазі льоду, і які утворюються в міжзоряному середовищі. Лід та частинки пилу складають основний матеріал, з якого утворилася Сонячна система.

## Історія дослідження

### Філи
18 листопада 2014 року, Філи встановив наявність великої кількості водяного льоду на кометі, «твердість льоду знайденого під шаром пилу на першому місці посадки була на подив високою». Команда, відповідальна за інструмент MUPUS (Багатофункціональні датчики для поверхневого і підповерхневого дослідження), зонду, який брав проби породи комети, вважає, що комети 67P тверда, як лід. "Хоча ми поступово збільшували силу молота, ми не змогли пробитися вглиб поверхні, " пояснив Тільман Шпон, з DLR Інституту планетних досліджень, який очолює дослідницьку групу.

## Хімічний склад
Зерна льоду також зустрічаються в щільних областях молекулярних хмар, де утворюються нові зірки. Температура в цих регіонах може сягати таких низьких значень, як 10 K, що дозволяє молекулам, які стикаються з зернами льоду, утворювати крижані мантії. Потім внаслідок теплового руху по поверхні мантії, атоми, врешті-решт, утворюють зв'язки з іншими атомами. Це призводить до утворення води та метанолу. І справді, з хімічних сполук у космічному льоді переважають такі речовини як вода та метанолу, а також аміаку, монооксид вуглецю і діоксид вуглецю. Заморожений формальдегід і молекулярний водень, також присутні у міжзоряному льоду. Також у міжзоряному льоду знайдено такі сполуки як нітрили, кетони, естери і сульфід карбонілу, але в значно меншому відсотковому відношенні. Покриття міжзоряних льодових зерен, як правило, є аморфними, і стають кристалічними тільки у присутності зірки[джерело?].
Хімічний склад міжзоряного льоду можна визначити за його інфрачервоним спектром. Коли світло зорі проходить через молекулярну хмара, яка містить лід, молекули в цій хмарі поглинають енергію. Це поглинання відбувається на власних частотах коливань газу і частинок пилу. Особливості спектру льоду є чи не найцікавішими, і характеристики льоду та хімічні речовини, що містяться в ньому можна визначити порівнюючи дані спектрального аналізу із аналогічними даними зразків льоду, що знаходиться на Землі. У космічному просторі, за яким можна безпосередньо спостерігати з Землі, близько 60-70 % міжзоряного льоду складається з води, що відображає сильне випромінювання на довжинах хвиль 3,05 мкм, яке спричинене розтягування O-Н-зв'язку[джерело?].
У вересні 2012 року вчені NASA повідомили, що поліциклічні ароматичні вуглеводні (ПАВ), що перебувають в умовах міжзоряного середовища (МЗС), трансформуються, шляхом гідрогенізації, оксигенації та гідроксилювання, до складніших органічних речовин — «просуваючись шляхом до амінокислот та нуклеотидів, що є будівельними матеріалами для білків та ДНК, відповідно». Згодом, в результаті цих перетворень, ПАВ втрачають свій спектроскопічний слід, що може бути однією з причин " відсутності задетектованих слідів ПАВ в міжзоряних частинках льоду, особливо в зовнішніх регіонах холодних, щільних хмар або верхніх молекулярних шарах протопланетних дисків.

## Вік та походження
Згідно з дослідженням, опублікованим в журналі Science, близько 30 % — 50 % води в Сонячній системі, в тому числі вода на Землі, диски навколо Сатурна, і метеорити інших планет існували у нашій системі ще до народження Сонця.